# IC 1254
IC 1254 је спирална галаксија у сазвјежђу Змај која се налази на листи објеката дубоког неба у Индекс каталогу.
Деклинација објекта је + 72° 24' 6" а ректасцензија 17h 11m 33,3s. Привидна величина (магнитуда) објекта IC 1254 износи 14,1 а фотографска магнитуда 14,9. IC 1254 је још познат и под ознакама UGC 10769, MCG 12-16-24, CGCG 339-32, PGC 59783.